# Skate
Skate (em inglês: skateboarding, skating), também denominado no Brasil por esqueitismo ou esqueite, é um esporte que consiste em deslizar sobre o solo e obstáculos equilibrando-se numa prancha (também chamada de shape) dotado de quatro pequenas rodas e dois eixos (chamados também de trucks). Com o skate, executam-se manobras de baixos a altos graus de dificuldade. No Brasil, o praticante de skate recebe o nome de «skatista» ou «esqueitista», enquanto que, em Portugal, chama-se skater. O skateboarding é considerado um esporte radical, dado seu aspecto criativo, cuja proficiência é verificada pelo grau de dificuldade dos movimentos executados.
O esporte foi inventado na Califórnia, nos Estados Unidos. O crescimento do "sidewalk surfing", ou em português "surfe no asfalto", se deu de uma maneira tão grande que muitos dos jovens da época se renderam ao novo esporte chamado "skate". Surgiam, então, os primeiros skatistas da época.
Em 2016, foi anunciado pelo Comitê Olímpico Internacional (COI) que o skate, a partir de 2020 nas Olimpíadas de Tóquio, no Japão, seria um esporte olímpico. As primeiras medalhas da história do skate nos Jogos Olímpicos foram na modalidade street masculina, sendo o ouro para o japonês Yuto Horigome, a prata, para o brasileiro Kelvin Hoefler e, o bronze, para o norte-americano Jagger Eaton.
Sobre a participação feminina no skate, tem-se alguns fatos. Considera-se Peggy Oki, a primeira skatista mulher de que se sabe. Era do grupo Z-Boys. Já a primeira mulher a se tornar skatista profissional foi Patti McGee, no ano de 1965. No mesmo ano, ela foi capa da revista Life Magazine.
Letícia Bufoni, uma skatista profissional brasileira, fez uma propaganda de desodorante feminino na qual ela anda de skate com salto alto e vestido vermelho, descendo um corrimão de rockslide. Rayssa Leal, popularmente chamada de "Fadinha do skate", representou o Brasil nos Jogos Olímpicos de Tóquio, que começaram 23 de julho de 2021, e conquistou a medalha de prata, se tornando a atleta mais jovem da história do Brasil a receber uma medalha Olímpica.
A estrutura do skate
O Skate é formado por diversas partes que constituem o seu "corpo". São elas: shape (tábua), trucks (eixos), rodas, rolamentos (ou bilha), parafusos de base e lixa.
•Shape: É a base do Skate, geralmente feito de madeira, é composto por várias e finas camadas de madeira que foram prensadas juntamente com resina epoxi para aumentar a resistência da madeira.
•Trucks: São dois eixos de ferro, alumínio ou titânio que se encaixam no shape e com o atleta pressionando a ponta do pé para baixo, permite fazer curva para a direita e pressionando o calcanhar, curva para a esquerda.
•Rodas: São quatro rodas feitas de poliuretano (PU) que podem variar entre 49 e 85mm;
•Rolamentos: Vão dentro das rodas e são as peças de metal e em formato redondo que se encaixam dentro das rodas. Independentemente do tamanho da roda, todos os rolamentos de skate são do mesmo tamanho e se encaixam a qualquer roda de skate. As medidas universais para rolamentos são 8mm (núcleo), 22mm (diâmetro externo) e 7mm (largura).
•Parafusos de base: eles prendem o shape ao truck.
•Lixa: Fica grudada ou pode ser colada na parte de cima do shape. A lixa deixa o skate mais aderente, permitindo que o atleta não escorregue do Shape. Já existem lixas com sulfeto de zinco, que tem a propriedade de emitir um brilho amarelo-esverdeado depois de exposta à luz. São encontradas com grânulos mais sutis de areia e/ou emborrachadas, o que pode propiciar menos desgaste do tênis do Atleta na lixa.
(Todas as peças citadas acima são essenciais e necessárias pro Skate "funcionar" em conjunto com o EPI para a proteção individual do Atleta).

## História

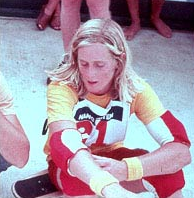
Stacy Peralta

Não se sabe ao certo do quê surgiu o skate, mas muitos falam que vieram do surf; outros de patins quebrados, que com suas partes se montavam um skate em um pedaço de madeira.

### Década de 1960
No início da década de 1960, os surfistas da Califórnia mais ou menos na cidade de Los Angeles queriam fazer das pranchas um divertimento também nas ruas, em uma época de marés baixas e secas na região. Inicialmente, a nova "maneira de surfar" foi chamada de sidewalk surfing. Em 1965, surgiram os primeiros campeonatos, mas o skate só ficou mais reconhecido uma década depois.

### Década de 1970
Em 1973, o norte-americano Frank Nasworthy inventou as rodinhas de uretano, que revolucionaram o esporte. Um skate passou a pesar por volta de 1,5 kg.
Por volta do ano 1975, um grupo de garotos revolucionou ainda mais o skate, realizando manobras do surf sobre ele. Esses garotos eram os lendários Z-Boys da também lendária equipe Zephyr. Essa equipe era de Venice, Califórnia, lugar o qual chamavam de Dogtown.
Em 1979, Alan Gelfand inventou o Flatground Ollie, manobra com a qual os skatistas ultrapassam obstáculos elevados e é base de qualquer manobra. A partir disso, o skate nunca mais foi o mesmo. Essa manobra possibilitou uma abordagem inacreditavelmente infinita por parte dos skatistas. Não se pratica street style sem o domínio do Flatground Ollie, mais conhecido atualmente como Ollie. Tom "Wally" Inouye também foi uma figura importante na história do skate na década de 1970. É mais conhecido pela assinatura de manobras como wall rides e backside airs. Inouye começou o IPS (Serviço de Piscina do Inouye) nos anos 1970 e foi um dos primeiros bowlriders, que andavam em psicinas vazias.
| “ | "Em 1976, nós andávamos de skate em piscinas vazias. Ninguém sabia o tudo o que se podiam fazer então nós nos divertíamos e víamos até onde podíamos forçar" | ” |

"Forçar" foi exatamente o que levou a suas assinaturas de manobras. No wallride (andar na parede), você anda com o skate pela parede e depois volta para o chão. "Nós todos tentávamos subir na parede. Eu acho que fui o único que conseguiu fazer isso", disse Inouye. E a manobra passou a ser chamada de wallride e por isso o chamam até hoje de Wally.
O primeiro skatista nipo-brasileiro a chegar no Brasil foi Jun Hashimoto em 1975. O mesmo abriu as portas para três gerações de descendentes japoneses no skate. Nomes importantes como o skatista brasileiro Lincoln Ueda.

### Década de 1980
Na década de 1980, um dos revolucionários do esporte, principalmente na modalidade street, foi Rodney Mullen. Mullen desenvolveu várias manobras, como o kickflip, heelflip, hardflip, casper, darkslide, rockslide, 50-50, body varial, nollie flip underflip, primo, reemo, varial flip, inward heelflip, 360 flip, FS flip, BS flip, varial heelflip, FS heelflip, BS heelflip, etc. Grande parte das manobras atualmente praticadas é derivada dessas manobras. Rodney foi, por diversas vezes, vice campeão, chegando a ser considerado o melhor e mais influente skatista do bairro na sua modalidade. Outro revolucionário, na modalidade street, foi Tony Hawk. Hawk inovou a maneira como os skatistas devem abordar o half-pipe, sempre procurando ultrapassar os limites de criatividade e dificuldade de execução das manobras. No final dos anos 1982, mais exatamente em 1983, Lincoln Ueda, assistido pelo seu pai (que filmava suas voltas para que pudessem aprimorá-las), competiu em Münster, na Alemanha, e faturou o 15° lugar. Despontava o Brasil no cenário mundial. Ueda também teve excelentes participações na pista da Domínio Skate Park Atibaia.

### Década de 1990
Nos anos 1990, o carioca Bob Burnquist elaborou a última grande revolução no skate: o switchstance vertical. Essa é a técnica de andar na base oposta à que se tem maior facilidade. Já era difundida na modalidade street, mas Bob foi o primeiro a popularizá-la na modalidade vertical. A partir daí, o skate passou a não ter mais "lado", ou seja, não existe mais o lado da frente nem o lado de trás. As manobras realizadas com pé direito na frente do skate agora também são realizadas com o pé esquerdo na frente. Essa técnica quadruplicou o número de variações possíveis nas manobras. Para um skatista que deseja competir, é imprescindível o domínio de tal técnica. Bob foi o primeiro skatista brasileiro a vencer uma etapa do campeonato mundial de skate vertical, em Vancouver, no Canadá, no ano de 1995. Ninguém esperava, ele apareceu lá e mostrou como se deveria andar de skate vertical dali em diante.

### Década de 2000
É fundada em São Paulo a Associação Brasileira de Skate Feminino, por skatistas femininas, seu primeiro circuito ocorreu em 2005. Hoje, a associação é filiada à CBSk.
Em 2001, Og de Souza, um esqueitista que em sua infância sofreu de poliomielite, foi citado nas revistas Tribo Skate, CemporcentoSKATE, entre outras. Em 2001, ganhou o campeonato profissional no Best Trick, termo que, traduzido do inglês, significa "melhor manobra".
Em 2008 e 2009, a Mega Rampa chegou ao Brasil, tendo sido montada no Sambódromo do Anhembi pelo esqueitista dos anos 1980 George Rotatori. Na sua segunda edição, em 2009, Bob Burnquist sagrou-se bicampeão.

## Modalidades

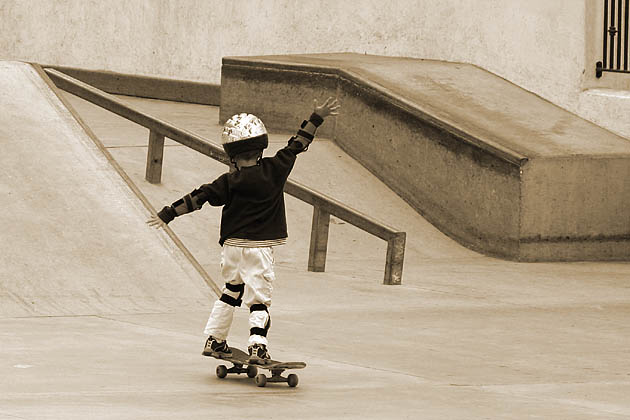
Garoto andando de skate, equipado com protetores

### Street

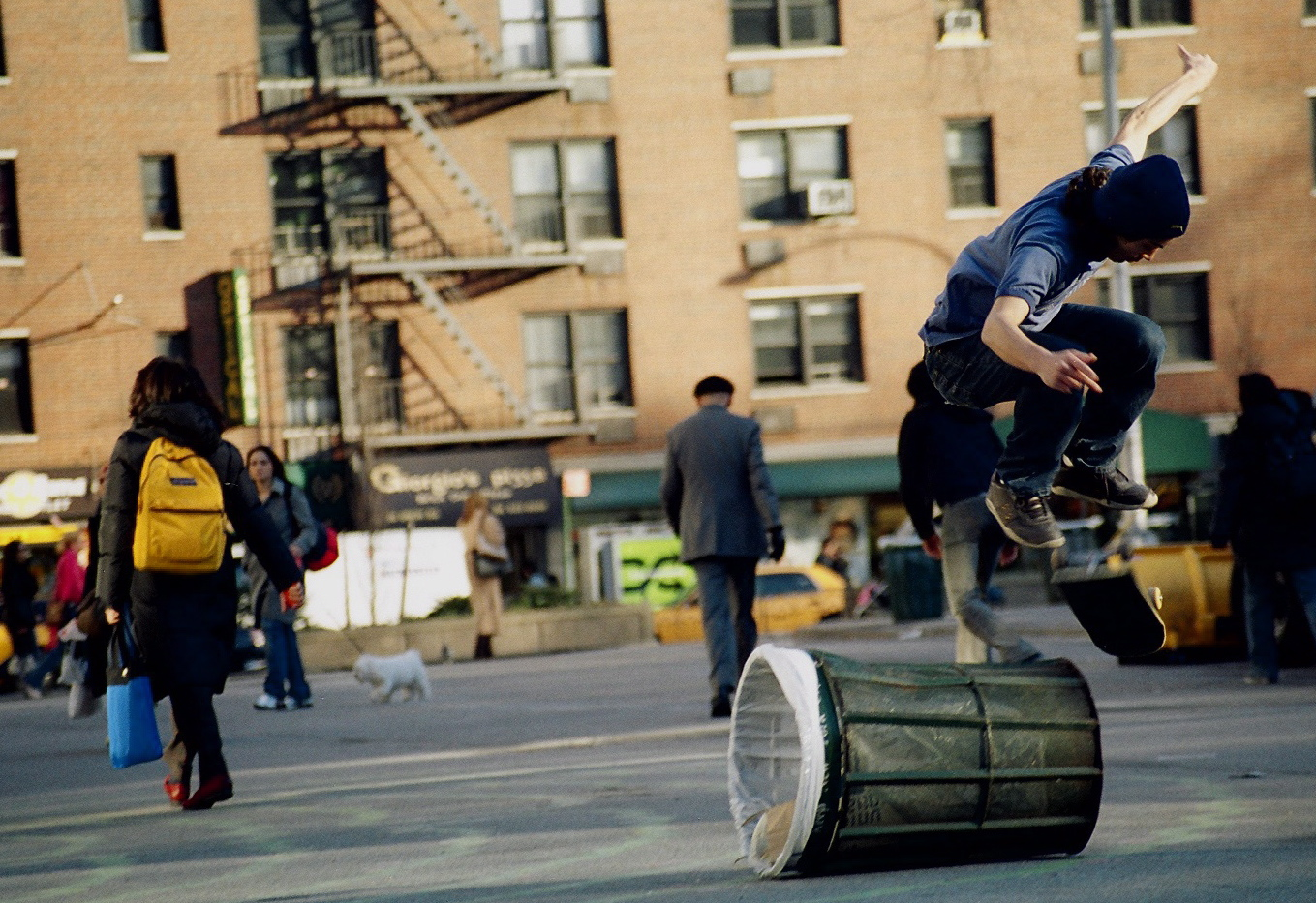
Skate de rua

No skate de rua (street), os praticantes utilizam a arquitetura da cidade, por exemplo bancos, escadas, corrimãos e a calçada (elementos do mobiliário urbano) como obstáculos para executar suas manobras e se expressar. É com folga a modalidade mais difundida e popular do skate. O street é também a modalidade preferida de diversas tribos ou grupos de skatistas.

### FreeStyle
Modalidade onde o skatista apresenta vários movimentos em sequência, geralmente no chão. O freestyle é considerado uma das primeiras modalidades do skate, na qual os esqueitistas fazem manobras de chão, em sequências com kickflip, 360 flip, inward heelflip, hardflip, sem obstáculos.
onde o melhor skatista de freestyle foi Rodney Mullen.

### Vertou Vertical

#### Half-Pipe

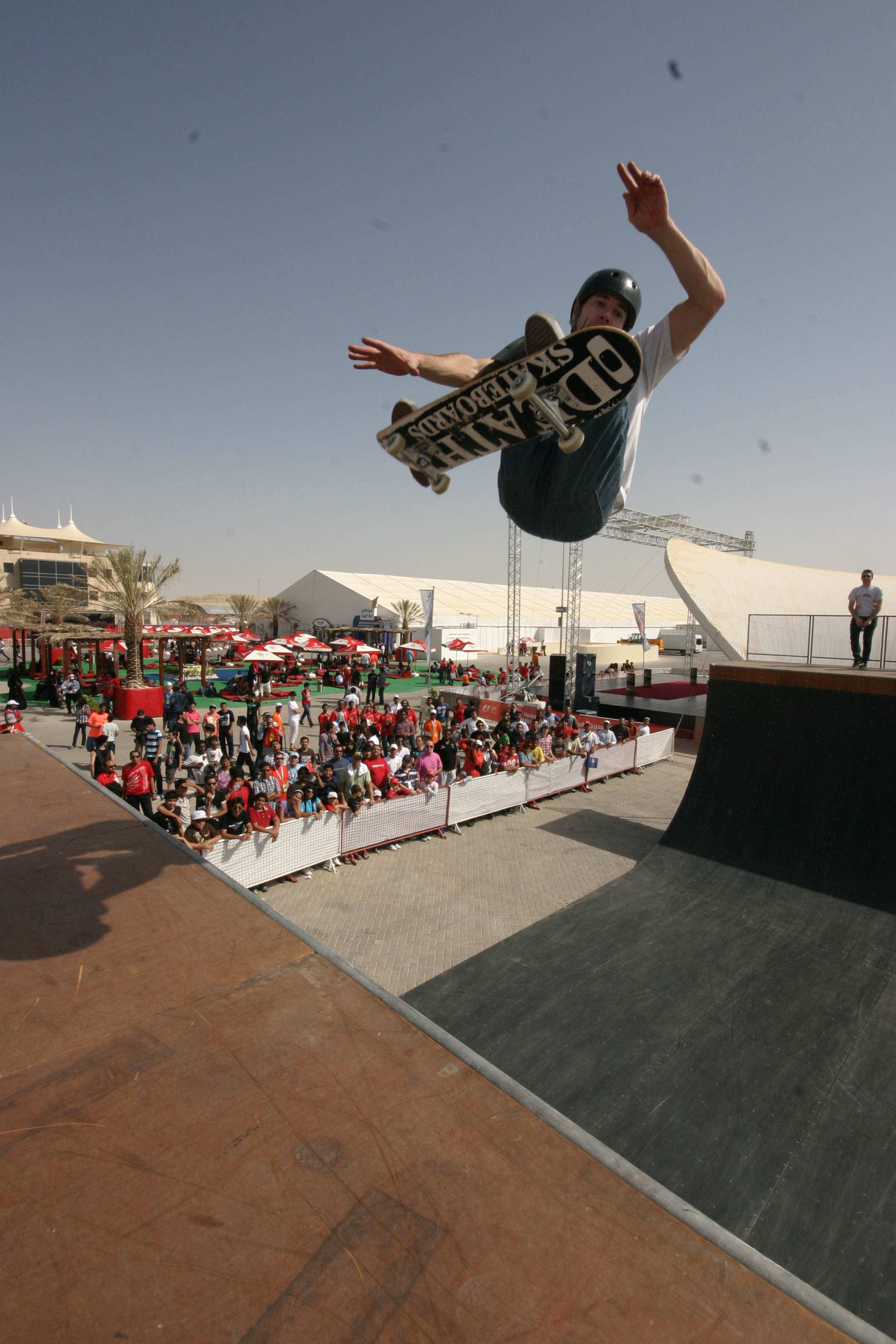
Half-Pipe

A modalidade vertical é praticada em uma pista com curvas (transições), com 3,40 m ou mais de altura, três metros de raio e quarenta centímetros de verticalização, geralmente possuem extensões. A pista, que apresenta a forma de U, é chamada de half-pipe e pode ser feita de madeira ou concreto. O conceituado skatista Tony Hawk ficou famoso por suas grandes habilidades nos half-pipes. Tornou-se o que é graças à sua mãe, que comprava batatas fritas para ele sobreviver nos treinos da sua escolinha de skate, onde começou a praticar o esporte aos 3 anos de idade. Aos 6 anos, já tinha o patrocínio da Volcom, Vans, Element,entre outras. Nessa idade, já fazia flips e grinds pela cidade, onde se machucava muito. Um desses machucados, consequente de um flip "mal chutado", afastou-o do esporte durante um ano, pois ele quebrou sua perna direita e ralou todo o joelho esquerdo, o que demorou muito para curar.

#### Bowl
É praticado em piscinas vazias de fundo de quintal, que com suas paredes arredondadas são verdadeiras pistas de skate. Na realidade as pistas de skate em forma de Bowl (bacia) são inspiradas nas piscinas, que tinham a transição redonda: azulejos e coping. O fundo redondo das piscinas americanas é para o caso de a água congelar as paredes não arrebentarem, pois nesse caso o gelo se deslocaria para cima, não fazendo pressão nas paredes. Na década de 1970, alguns skatistas da Califórnia, mais precisamente de Santa Mônica, se aventuraram a andar em piscinas vazias, e assim foi criada o Bowl (também conhecido como Pool Riding ou Bowl Riding) que atualmente é uma modalidade underground praticada por alguns skatistas que gostam de transições rápidas. Recentemente, em 1999, a Vans (uma marca de tênis para skatistas) inaugurou uma das maiores pistas da América, onde a atração principal é uma réplica da famosa piscina Combi Pool que ficava na extinta pista de Pipeline em Upland. E já promete outra pista para breve, sempre com a inclusão de bowls no seu desenho.

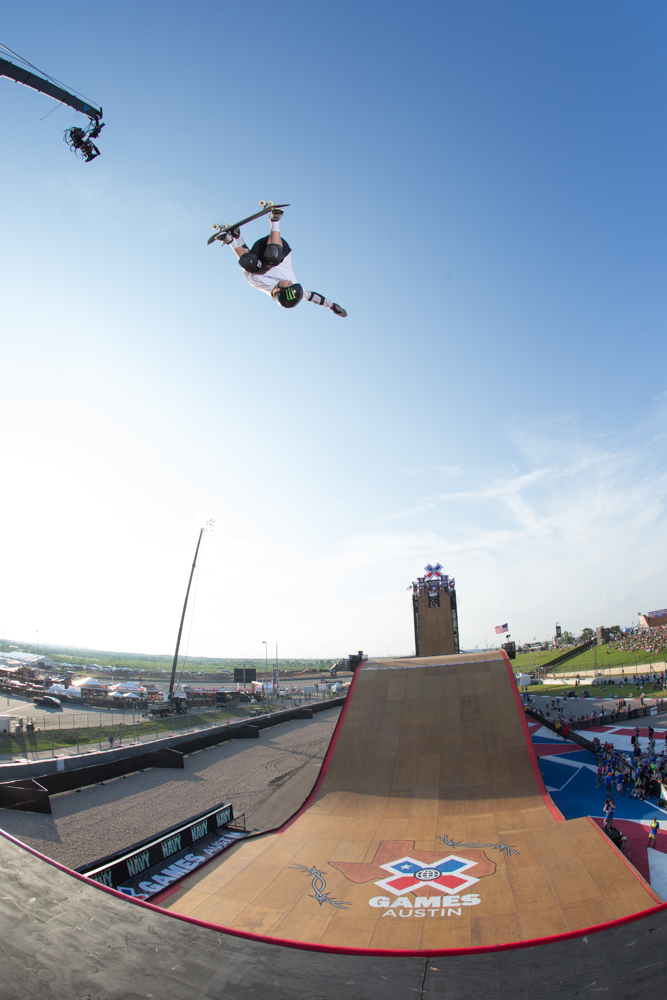
Big Air.

#### Big Air
Modalidade criada por Danny Way outro que foi adaptada e atualmente é a principal competição do X Games. Colocando modalidades que também refletem parte do que os skatistas querem mostrar para o mundo, como o fim da disputas do skate park e mostrar disputas de street skate, em obstáculos que verdadeiramente reproduzem o que os skatistas de street fazem.

### Downhill Speed

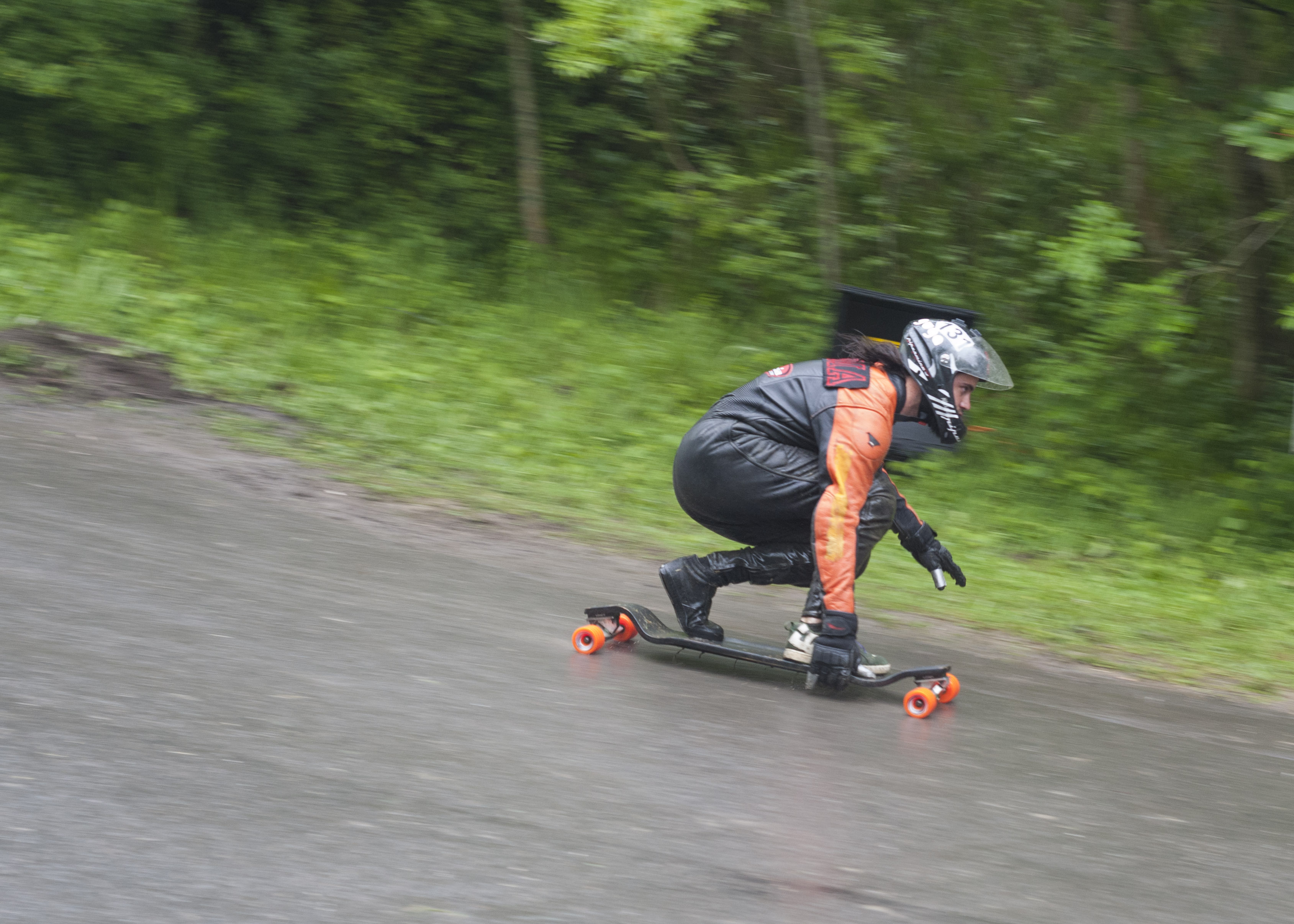
Downhill longboard

Modalidade onde o atleta desce uma ladeira fazendo manobras em alta velocidade.
Como muitos devem saber, um dos inventores do downhill-slide foi Clifford Coleman, um californiano de Berkeley que hoje tem 54 anos e continua praticando e muito o downhill-slide. Ele e seus amigos de sessão começaram a criar a arte de deslizar (Slide) por volta de 1965, mas somente em 1975 é que se encontraram num evento e puderam compartilhar suas experiências vividas nestes 10 anos e exibiram os primeiros slides em pé (Stand-up) de que se tem notícia.
Com o passar dos anos, Cliff começou a desenvolver outro tipo de Slide, o Slide de mão, agachado, o qual poderia ser executado em velocidades maiores proporcionando uma maior segurança no Downhill, visto que este slide poderia ser utilizado como uma espécie de freio na descida de ladeiras maiores e/ou mais íngremes. Desenvolvendo a habilidade dos skatistas de descer ladeiras cada vez maiores e mais rápidas (naquela época).

#### Downhill Stand-up
Tem, como finalidade, descer a montanha (ladeira) imprimindo velocidade, os equipamentos necessários para a pratica do Downhill speed são (macacão de couro, tênis, luva com casquilho, capacete fechado, e um skate próprio para velocidade), o recordista mundial de velocidade é o canadense Micho Erban. Micho chegou a 130 km/h na ladeira no Canadá. Ano que também deu um enorme destaque aos speeds brasileiros junto ao ranking mundial da IGSA (Associação Internacional de Esportes de Gravidade). Com destaque no 5º lugar para Luiz Lins (T2) e o 10º lugar à Juliano Cassemiro (Lilica), em um total de aproximadamente 450 pessoas de várias partes do mundo.

#### Downhill Slide
Consiste em descer ladeira executando manobras de slide, com um skate maior, chamado Longboard. Com características, bem próximas à modalidade Downhill Slide, no long, o estilo clássico do surfe é mais explorado, no aproveitamento das laterais das pistas e do próprio shape. Hoje, com o desenvolvimento técnico não apenas dos equipamentos mais leves, mas da execução das manobras, o longboard downhill consegue equilibrar agressividade, velocidade e o clássico ao mesmo tempo.
Essa modalidade é a que mais comporta mulheres entre as demais encontradas na ladeira. No Brasil, a skatista Christie Aleixo tem destaque e é considerada uma das melhores no mundo nesta modalidade, além de praticar o speed e o slalom.

## Equipamentos

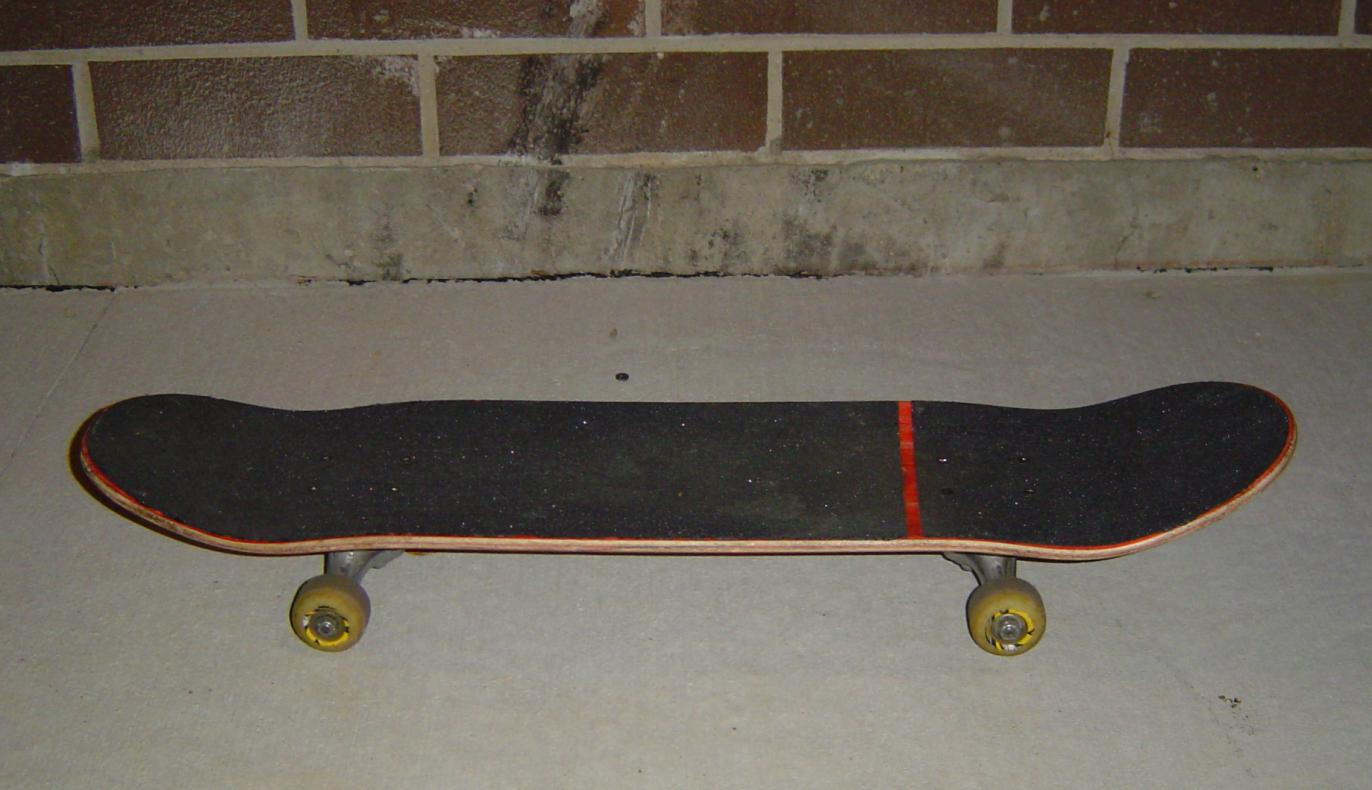
Um skate moderno

### Minirrampas ouMiniramps
As miniramps são populares em todo o mundo, pois, devido à pouca altura que elas possuem, as manobras são executadas com uma maior facilidade. Nesta modalidade, há uma mistura de street com vertical. Na realidade, as miniramps são um mini half pipe, onde as paredes não chegam ao vertical. Elas variam de 1 a 2 metros e 10 cm de altura. São excelentes para se aprender manobras, principalmente as que utilizam bordas, onde os trucks ou as rodas permanecem em contato com o coping (detalhe de acabamento feito por um cano, inspirado nos bowls). Essas pistas são facilmente construídas. O risco de se machucar em uma manobra é bem pequeno e é uma prática necessária para a evolução de qualquer skatista.

## Manobras
- 360 Ollie
- 360 Shove-it
- 360 Spin
- 360 Flip
- 540 Flip
- 540 Shove-it
- Anti Casper flip
- Alpha Flip
- Backside Flip
- Beta Flip
- Bean Drop
- Bigspin
- Bigspin Flip
- Body Varial
- Boneless
- BS 180 Ollie
- BS pop shove-it
- BS pop shove-it tailgrab
- BS shove-it
- BS boardslide
- BS darkslide
- BS noseslide
- BS crookedflip truck stand
- BS axle stall
- BS axle stall revert
- BS 180 flip
- BS 180 early grab
- Casper to casper
- Caveman 180
- Casper slide
- Caveman
- Casper flip
- Darkslide
- Dragon flip
- Dolphin flip
- Double kickflip
- Drop in
- Double heelflip
- Easy nosestall
- Flip
- Flip Body Varial
- Flip truck stand
- Front foot imposible
- Fakie 360 flip
- Fakie 540 flip
- Fakie Bigspin
- Fakie bigsipn flip
- Fakie Flip
- Fakie Heelflip
- Fakie Varial Flip
- Forward flip
- Firecracker
- Fingerflip
- Front foot flamingo
- FS 180 Nollie
- FS 180 Ollie
- FS Halfcab
- FS Nollie 360 shove-it
- FS shove-it
- FS halfcab kickflip
- FS 50-50
- FS smith
- FS 5-0 to tail
- FS axle stall 270 out
- FS axle stall to tail
- FS crail stall
- FS disaster
- FS 180 boneless
- FS 360 boneless
- FS bertlemann slide
- Hand flip
- Halfcab
- Hippy jump
- Heelflip
- Hospital flip
- Handplant
- Hardflip
- Indy
- imposible
- Kickflip
- Kickflip nosemanual
- Manual
- Nose manual
- Nollie
- Nollie 360 Flip
- Nollie flip
- Nollie Heelflip
- Nollie Varial Flip
- Nollie varial heelflip
- Nosestall
- No hand flip
- No comply
- Ollie
- Ollie late Shove-it
- Oldschool Kickflip
- Ollie late kickflip
- Pentafilp  (5 Flips de uma só vez)
- Pogo
- Powerslide
- Pressure Flip
- Pressure Hardflip
- Rail Slide
- Switch 360 Flip
- Switch Flip
- Switch Flip Body Varial
- Switch Hardflip
- Switch Hellflip
- Switch Varial Flip
- Triple Flip
- Triple Hardflip
- Varial 360
- Varial Flip
- Varial Kickflip
- Varial Heelflip
- Varial Double Kickfilp (Nightmare Flip)
- Wrap Around
- Walk the Dog
- Wallplant
- Yeah Right

## Benefícios como prática esportiva
O esporte oferece ao praticante vários benefícios ao corpo, como fortalecimento do sistema respiratório e também o aeróbico.
Segundo Alvaro Luiz Penteado Santos (2012), o skate exige músculos de todo o corpo, o trabalho das pernas é intenso, principalmente joelhos e panturrilhas, tonificando os músculos por meio da realização de saltos, agachamentos, giros e chutes. O skate também trabalha o abdômen, glúteos e coxas, além dos braços que são bastantes utilizados, em decorrência dos impulsos para se locomover e o reflexo de apoiar as mãos no chão para evitar quedas.
Para Thiago Zanoni Neves “Pino” (2014), a prática do skate favorece o exercício aeróbico devido à impulsão e remadas pelas ruas ou em direção a algum obstáculo. Estimula a flexibilidade, coordenação e a concentração por meio da realização de manobras.
Na revista Boa Forma, edição 333/Julho 2014, antes do esporte, o skate é uma diversão, que o praticante não percebe que está fazendo um exercício físico. Além disso, ele ensina a superar os medos e combate a depressão. Para os iniciantes no esporte, a queima é de 500 calorias em uma hora de atividade. Na evolução de manobras, velocidade e curvas esse gasto calórico aumenta consideravelmente.
De acordo com Alvaro Luiz Penteado Santos (2012), outro benefício do skate é o social, pois ao contrário de muitos esportes, o skate não tem idade inicial ou limite, não há classe social, condição física ou técnica, o objetivo é se divertir e, embora seja um esporte individual, os skatistas costumam praticar o esporte em grupos a fim de aprender novas manobras e estreitar laços de amizade. Na competição o principal objetivo é competir com você mesmo e todos torcem em prol de boas manobras e superação do skatista.

## Prática pelo mundo

### No Brasil

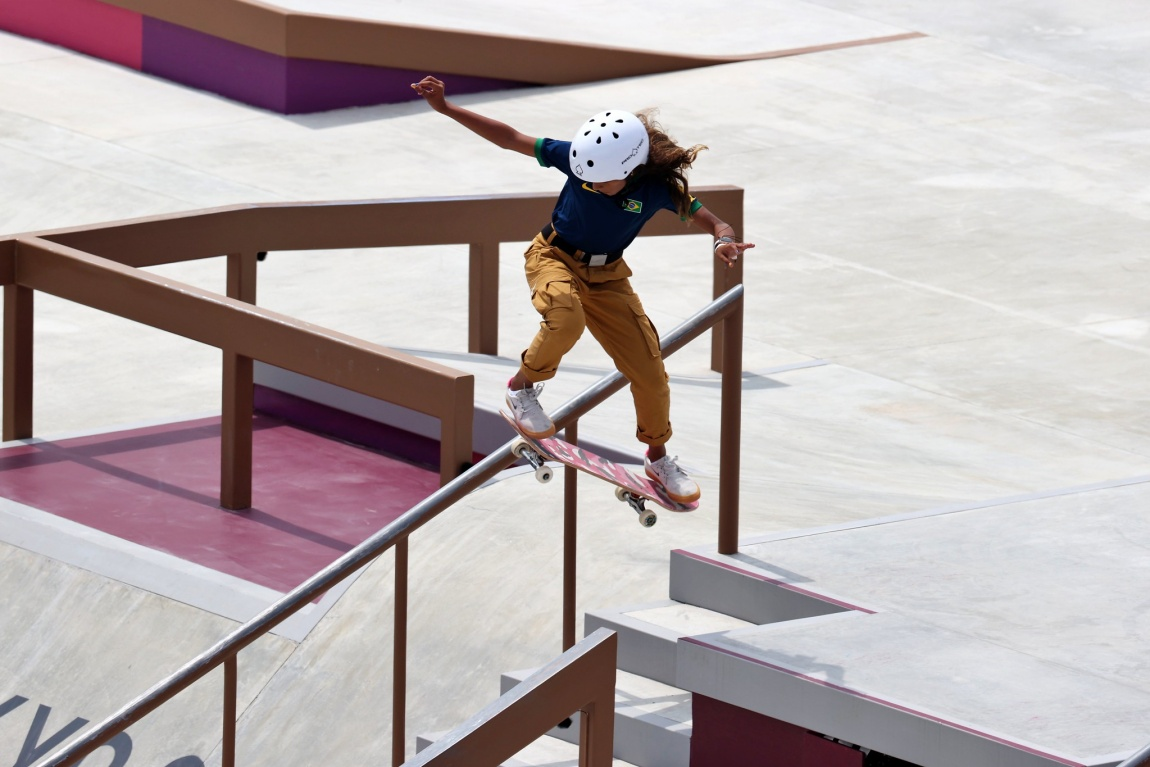
Rayssa Leal durante evento nas olimpíadas

O skate é hoje o sétimo esporte mais praticado no Brasil.
A primeira pista de skate da América Latina foi inaugurada em 4 de dezembro de 1976 no município de Nova Iguaçu. A pista, localizada na Praça Ricardo Xavier da Silveira, também foi palco da primeira competição de skate em pista do Brasil, em junho de 1977.
Em agosto de 1986, o prefeito de São Paulo, Jânio Quadros, deu as primeiras ordens para coibir a prática do skate no Ibirapuera, orientando a Polícia Militar a apreender os skates dos praticantes.
O Circuito Brasileiro de Skate Profissional foi inaugurado em 1989 na categoria street style. O vencedor foi o paulistano Rui Muleque. Foi realizado pela União Brasileira de Skate (UBS). A disputa conta hoje com provas passando por estados como São Paulo, Rio de Janeiro, Paraná, Rio Grande do Sul, Minas Gerais e Brasília, realizadas pela Confederação Brasileira de Skate (CBSk).
- No ano de 1995, Rodrigo de Menezes conquistou o primeiro título mundial de vertical para o Brasil.
- Em março de 1999, foi fundada em Curitiba a Confederação Brasileira de Skate (CBSk), a entidade que regulamenta as normas e políticas voltadas ao desenvolvimento do skate (skateboard) no território brasileiro.
- Em julho de 2021, Rayssa Leal foi medalhista de prata nos Jogos Olímpicos de Verão de 2020 e a mais jovem medalhista olímpica do Brasil de todos os tempos.[21]

### Na Noruega
- Proibição do skate na Noruega no período entre 1978 e 1989: a posse ou venda de skate eram proibidos. A proibição era devido à quantidade elevada de ferimentos causados pelo skate. A proibição levou os skatistas a construir rampas nas florestas e em outras áreas isoladas para evitar a polícia.[22]

### Nos Estados Unidos
Relatou-se publicamente que o Corpo de Marines dos Estados Unidos testou skate nos anos 1990 em combate urbano. Mais perto do possível: "Pra manobras dentro de construções/prédios para detectar fios (detectores de movimento e detonadores de minas) e fogo de atiradores".
Em 2012, Tom Schaar, skatista norte-americano que com doze anos de idade tornou-se o primeiro skatista realizar a manobra 1080 graus (três voltas completas no ar).

## Representação cultural
Nos filmes The Lords of Dogtown, Z-Boys e Vida sobre rodas, é possível conhecer um pouco da história do skate. Os filmes contam a história dos Z-Boys, um grupo de skatistas dos anos 1970 que revolucionaram o esporte.
Vale lembrar que o filme acima citado é popularmente mais conhecido porém, não é o único que relata a história do "Z-Boys". O filme foi inspirado em um documentário intitulado Dogtown & Z-Boys, que conta a história relatada pelos personagens participantes, em pessoa. Filme esse dirigido por Stacy Peralta, uma dos Z-Boys.
Um livro que conta a história do skate no Brasil é o livro A Onda Dura. O Livro percorre desde os primórdios do esporte até os anos 2000, contendo diversas imagens. Além do livro A Onda Dura, existem dois documentários importantes para a história do skateboarding brasileiro: Dirty Money - que conta a história de como surgiu a iniciativa de se editar o primeiro vídeo de skate no país - e Vida Sobre Rodas - que conta a histórias do skate brasileiro, da segunda metade da década de 1980 até os dias de hoje, sob o ponto de vista de quatro importantes skatistas brasileiros: Bob Burnquist, Sandro Dias "Mineirinho", Felipe Lima e Alan Patrick. Em 2008, Beatriz Thuanny ganhou o campeonato profissional de skate em Curitiba e foi eleita umas das melhores skatistas femininas dessa cidade.